# بيرجن إير
بيرجن إير هي شركة طيران مستأجرة تركية تأسست في عام 1988 ومقرها في اسطنبول ، تركيا . 

## التاريخ

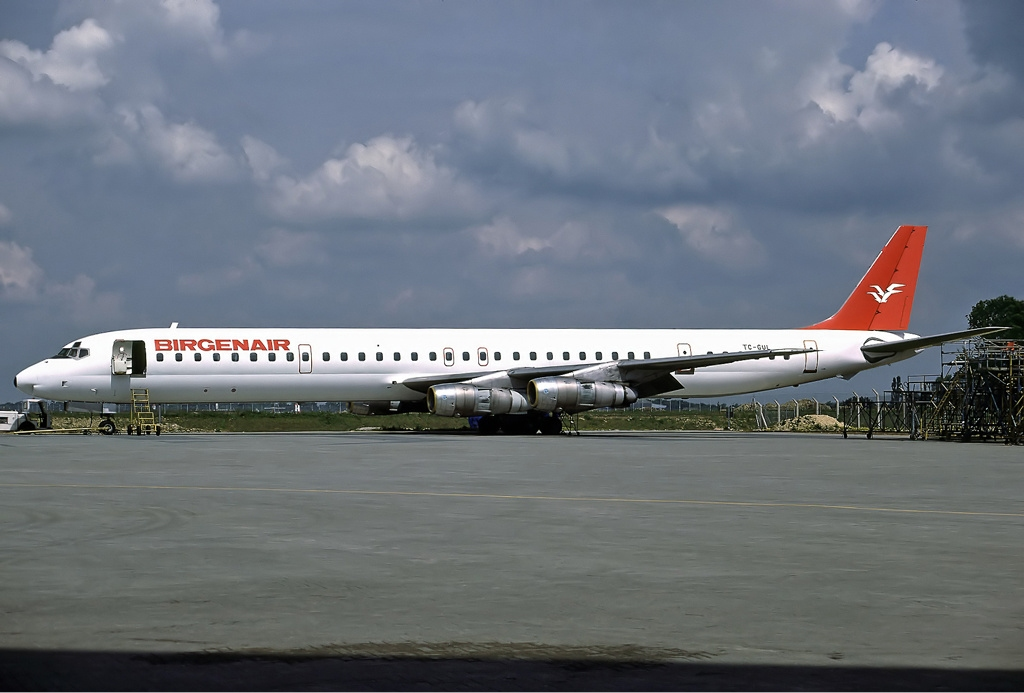
طائرة بيرجن إير دوغلاس دي سي -8-61 في مطار ستانستيد بلندن عام 1989

تأسست شركة بيرجن إير في عام 1988 وبدأت عمليات الطيران في أغسطس 1989 بطائرة دوغلاس دي سي -8-61 .  جاءت الطائرة في البداية في رحلات طيران مستأجرة خاصة للعمالة الأجنيبة التركية .  مع زيادة السياحة الجماعية في تركيا ، طور التعاون الوثيق مع شركة الرحلات السياحية الألمانية شركة اوجر تورس التي سمحت للشركة بالتوسع في أوائل التسعينيات. في أبريل 1992 ، تم توسيع الأسطول بطائرة بوينج 757-200 وفي مارس 1993 بطائرة بوينج 737-300 .  لتحسين استخدام الطائرة ، تم تشغيل طائرة بوينج 757 مؤقتًا لشركات طيران أخرى في عقد الإيجار الشامل للخدمة في أشهر الشتاء مع طلب ضئيل ، بما في ذلك الخطوط الجوية الكاريبية ، ومقرها في باربادوس .  باعت الشركة طائرتها DC-8 في عام 1994 إلى طيران إيه بي أكس واستأجرت على التوالي طائرتين من طراز بوينغ 727-200 من اليمنية وطائرة ماكدونل دوغلاس DC-10-30 من سكاي جت .
من أجل أن تكون قادرة على مواصلة رحلاتها عبر المحيط الأطلسي في فصل الشتاء 1995/1996 ، دخلت اوجر تورس وبيرجن إير في تعاون مع شركة الدومينيكان التي تأسست حديثًا ألاس ناسيوناليس في عام 1995. هذه الشركة التي تتخذ من بويرتو بلاتا مقراً لها حاصلة على شهادة مشغل جوي ، ولكن ليس لديها طائرات. تقدمت ألاس ناسيوناليس بطلب للحصول على حقوق مسار الرحلات الجوية إلى ألمانيا ، والتي ينبغي أن تديرها شركة بيرجن إير. في المقابل ، عُرض على مساهمي الشركة الدومينيكية إمكانية الحصول على مكافأة قدرها 10 مارك ألماني لكل راكب يتم نقله. بعد حصولها على حقوق الطيران ، قامت بيرجن إير بنقل طائرتها بوينغ 767-200ER إلى جمهورية الدومينيكان ، حيث تم تسجيل الطائرة لدى الشركة الشريكة في 25 أكتوبر 1995 بتسجيل HI-660CA. استمرت الطائرات المؤجرة رسميًا لشركة ألاس ناسيوناليس في ارتداء ألوان المجتمع التركي باستثناء الأحرف المتغيرة. بدأت رحلاتها العارضة بين جمهورية الدومينيكان وألمانيا بعد أسبوع. بالإضافة إلى ذلك ، استأجرت بيرجن إير طائرتها من طراز بوينغ 757-200 لشركة الخطوط الجوية الأرجنتينية في نوفمبر 1995 واستخدمتها في خمسة أزواج من الرحلات بين جمهورية الدومينيكان وبوينس آيرس. بعد انتهاء عقد الإيجار في يناير 1996 ، كانت طائرة بوينغ 757 متوقفة في بويرتو بلاتا . 
تسببت الدعاية السلبية الهائلة حول بيرجن إير وغيرها من منظمي الرحلات الجوية المخفضة في ألمانيا في أعقاب الكارثة المذكورة أدناه في انخفاض حاد في الحجوزات. نتيجة لذلك ، علقت شركة بيرجن إير جميع الرحلات الجوية في 8 مارس 1996. كان من المقرر في الأصل استئناف عمليات الطيران في العام التالي. ومع ذلك ، تقدمت الشركة بطلب الإفلاس بعد فترة وجيزة من توقفها عن العمل. 

## الأسطول

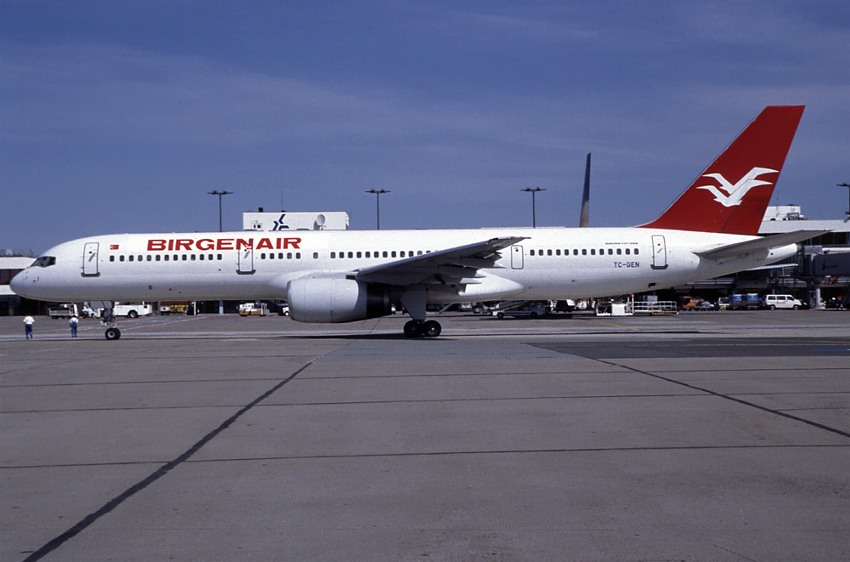
طائرة بيرجن إير من طراز بوينغ 757-200 في مطار برلين شونفيلد في عام 1995. هذه هي الطائرة التي تحطمت بالقرب من بويرتو بلاتا في جمهورية الدومينيكان.

على مر السنين ، قامت شركة بيرجن إير بتشغيل أنواع الطائرات التالية: 
| الطائرات                     | المجموع | أدخلت | متقاعد | ملاحظات                                  |
| ---------------------------- | ------- | ----- | ------ | ---------------------------------------- |
| بوينغ 707-320 سي             | 1       | 1991  | 1991   | مستأجرة من تاروم .                       |
| بوينغ 727-200                | 2       | 1994  | 1994   | مستأجرة من اليمنية .                     |
| بوينغ 737-300                | 1       | 1993  | 1996   |                                          |
| بوينغ 757-200                | 2       | 1992  | 1996   | تحطم أحدهم فيما بعد بيرجن إير الرحلة 301 |
| بوينغ 767-200ER              | 1       | 1995  | 1996   | مؤجرة إلى ألاس ناسيوناليس                |
| دوغلاس دي سي -8-61           | 1       | 1989  | 1994   |                                          |
| ماكدونيل دوغلاس دي سي -10-30 | 1       | 1994  | 1994   | مستأجرة من سكاي جت .                     |

## الأحداث والحوادث
في 6 فبراير 1996 ، كانت بيرجن إير الرحلة 301 متجهة إلى فرانكفورت بألمانيا لكنها تحطمت بعد وقت قصير من إقلاعها من مطار بويرتو بلاتا في جمهورية الدومينيكان إلى المحيط الأطلسي على بعد 26 كيلومترًا من الشاطئ. قُتل جميع الركاب البالغ عددهم 176 راكبًا و 13 من أفراد الطاقم عند الاصطدام. تم العثور على أن أحد مؤشرات سرعة الهواء لطائرة بوينغ 757-200 لم يكن يعمل بشكل صحيح بسبب دبور الطين الذي صنع عشًا في أنبوب بيتو ، مما أربك الطيارين حول ما إذا كانت سرعة الطائرة سريعة جدًا أو بطيئة جدًا.  الصندوق الأسود ، مسجل بيانات الرحلة أشار إلى خطأ من قبل الطيار ، بدلاً من قياس سرعة الهواء من خلال أحد مؤشرات سرعة الهواء العاملة استمر في استخدام المؤشر الخاطئ ولم يعد إلى المطار. تم تأجير الطائرة بسبب مشكلة في الطائرة المجدولة للرحلة. 

## روابط خارجية
- بيانات الأسطول